# 渋谷龍太
渋谷 龍太（しぶや りゅうた、1987年5月27日 - ）は、日本の歌手、ミュージシャン。ロックバンド・SUPER BEAVERのボーカリスト。東京都新宿区出身。O型。

## 澁谷逆太郎
澁谷逆太郎は、渋谷龍太のソロプロジェクト。ソロアーティスト活動名義。
- SUPER BEAVERのアルバム特典CD、デジタルオーディオにて楽曲がリリースされている(後述)。
- 活動の多くは、アコースティックギターを用いた弾き語り[4]。

### 略歴
- 2010年から2013年まで、バンド:MANGA SHOCKのベーシストであった（後述）。
- 2015年4月1日発売のSUPER BEAVER「愛する」の予約特典CDとして、楽曲「世紀末は雨に降られて」「朝」「誰かを想いながら」「小さな声で」を公開[5][6]。
- 2020年
  - 1月27日、murffin discsより1stデジタル・シングル「sakayume」をリリース[7]。
  - 2月28日、2ndデジタル・シングル「the curb」をリリース[8]。
  - 12月、MOROHAアフロとのコラボシングル「magic」を17日にリリース。
    - アフロ名義で「blue」を、YAVAY YAYVA RECORDSから25日にリリース[9][10]。
      - それぞれのMVには、渋谷らが以前から交流のあった、藤田ニコルが出演している[11]。

### ディスコグラフィー

#### デジタル・シングル
|     | 発売日         | タイトル          | 規格                   | 収録アルバム |
| --- | -------------- | ----------------- | ---------------------- | ------------ |
| 1st | 2020年1月27日  | sakayume          | デジタル・ダウンロード |              |
| 2nd | 2020年2月28日  | the curb          | デジタル・ダウンロード |              |
| 3rd | 2020年12月17日 | magic feat.アフロ | デジタル・ダウンロード |              |

#### 参加作品
- 2020年12月25日 アフロ「blue feat.澁谷逆太郎」

#### 未発売
- 「世紀末は雨に降られて」
  - SUPER BEAVER「愛する」TOWER RECORDS 特典CD。
- 「朝」
  - SUPER BEAVER「愛する」 TSUTAYA特典CD。
- 「誰かを想いながら」
  - SUPER BEAVER「愛する」 VILLEGE VANGUARD 特典CD。
- 「小さな声で」
  - SUPER BEAVER「愛する」 HMV 特典CD。

### ミュージックビデオ
| 監督           | 曲名                   | 出演       |
| -------------- | ---------------------- | ---------- |
| KOH YAMADA     | 「sakayume」           |            |
| 芳賀陽平       | 「the curb」           |            |
| エリザベス宮地 | 「magic feat.アフロ 」 | 藤田ニコル |

## 略歴
- 2010年から2013年まで「澁谷逆太郎」名義で、バンド・MANGA SHOCKにベーシストとして在籍[14][15][16][17][18]。
  - その後にも、サポートベーシストとして参加する事もあった[19]。
- 2017年4月7日（4月6日深夜[注釈 2]）から2018年3月30日（29日深夜）までニッポン放送のラジオ番組「渋谷龍太のオールナイトニッポン0」にてパーソナリティを務めた[20]。
  - ゲストには田邊駿一（BLUE ENCOUNT）やTaka（ONE OK ROCK）など、以前から交友のあったバンドマンなどを迎えた[21][22]。
  - また、同時期にオールナイトニッポン0のパーソナリティであった相田周二（三四郎）と共演し、その後、渋谷の担当の放送作家を合わせた3人で、あまり交友が無い状態で人間ドックを受けた。その事から相田とは交友を深める[23]。
- 2018年3月、体調不良から腸閉塞の疑いにより入院[24][25][26]。同年4月11日、復帰した[27]。
- 2020年12月6日より、スペースシャワーTV VJプログラムの『スペシャのヨルジュウ♪』に出演している[28]。

## 人物
- 身長166cm。
- 愛称は「ぶーやん」。呼称は柳沢亮太が発端である[29]。なお、渋谷本人はこの呼び方を気に入ってない[29]。
- 書き癖が独特である[30]。斜め方向に書く癖もある[30]。
  - 美しい日/全部のジャケットタイトルは渋谷が書いた物[31]。
- 実家は中華料理屋である[32]。
- 東京都立目黒高等学校から服部栄養専門学校へ進学している[33]。
  - その影響もありデビュー当時は丸刈りのヘアースタイルであった[34]。丸刈りの他の理由としては、「本当にイカしていると思ってた」とのことである。
- 高校生時代に焼肉屋、メジャーレーベル解約後に居酒屋でアルバイトをしていた[35]。
- カメラマンの青木カズローより譲り受けた阿吽像モチーフの"阿"の指輪をはめている[36]。
- SixTONESのジェシーや森本慎太郎とは一回り年齢差があるが親交が深く、プライベートで食事に出掛けたり、お互いのライブを観に行く間柄である[注釈 3]。

## 出演

### テレビ
- Love music 第240回（2021年2月8日、フジテレビ系列） - ゲスト
- スペシャのヨルジュウ♪（2019年5月15日 - 、スペースシャワーTV）[37]
- 関ジャム 完全燃SHOW（2023年5月7日、12月3日、テレビ朝日）
- 人志松本の酒のツマミになる話（2023年4月28日、フジテレビ）
- ナインティナインのオールナイトニッポンミュージック（2024年7月17日、フジテレビ） - ゲスト ※週刊ナイナイミュージックとナインティナインのオールナイトニッポンのコラボ企画。テレビとラジオの同時生放送

### ラジオ
- 渋谷龍太のオールナイトニッポン0（ZERO）（2017年4月7日 - 2018年3月30日ニッポン放送） - パーソナリティ
- オールナイトニッポン0（ニッポン放送） - パーソナリティ
  - 2018年7月7日
  - 2020年6月20日
- THE KING PLACE（2021年1月 - 、J-WAVE） - 火曜ナビゲーター
- オールナイトニッポンX （2021年4月16日）  -パーソナリティ
- SCHOOL OF LOCK!（2021年7月27日、TOKYO FM） - 生放送教室 [38]

### 映画
- ナイトフラワー（2025年11月28日公開予定） - サトウ 役[39]

## 書籍
- 都会のラクダ（2021年11月26日、KADOKAWA）[40]ISBN 978-4-04897-104-1
  - SUPER BEAVERにまつわる歴史を綴った小説。この出版より以前ブログなどで公開されていた物に加筆された長編小説[40]。

### 雑誌連載
- ROKIN’ON JAPAN連載「俺はいいけど、うちの大将がなんて言うかな」（2021年9月号 - 、ロッキング・オン）[41]
  - 渋谷が飼っている"大将"という名前の猫との生活模様を、その猫視点で綴られたエッセイ[41]。

### WEB掲載
- ダ・ヴィンチニュース連載「吹けば飛ぶよな男だが」（2021年7月27日 - 、 KADOKAWA）[42]
  - 渋谷の日常を自ら綴ったエッセイ[42]。